# 레바논산
레바논산(아랍어: جبل لبنان, 고대 시리아어: ܛܘܪ ܠܒܢܢ)은 레바논의 산맥으로, 약 160 km이다. 중동인데 불구하고, 해발 3,000m급 산에는 눈이 쌓여 있으므로, 아람어로 ‘흰색’을 나타내는 라반이 레바논의 어원이 되었다.

## 지리
최고봉은 쿠르나 아사다(Qurnet as Saudā')로 3,086m이다. 동쪽에는 페가로 불리는 요르단 열곡대가 펼쳐져 있고, 그 동쪽으로는 안티레바논 산, 헤르몬 산이 이어진다. 산맥의 서쪽은 동쪽보다 강수량이 많다.

## 역사
레바논 산에 과거 레바논시다가 울창하게 우거져 있었지만, 잘 썩지 않고, 튼튼하기 때문에, 고대 이집트의 피라미드 제작에 대량 벌채되어 보호 지역에 일부만 남아있을 뿐이다. 레바논의 상징이기도 한 이 나무의 식수 작업이 진행되고 있다.

## 주민
한때 마론파에 속하는 기독교도와 드루즈파 이슬람 주민이 같이 살고 있었지만, 19-20세기의 두 종파의 대립과 드루즈파의 시리아 이주 등으로 현재는 북부에는 마론파가, 남부에는 드루즈파가 집중 거주한다. 산 중턱에는 계단식 경작으로 과수와 감자가 재배되고 있다.

## 같이 보기
- 레바논산주